# سیارک ۱۶۲۱۲
سیارک ۱۶۲۱۲ (به انگلیسی: 16212 Theberge، نامگذاری:2000CB84) شانزده هزار و دویست و دوازدهمین سیارک کشف شده‌است که در ۴ فوریه ۲۰۰۰ کشف شد.
قدر مطلق سیارک برابر ۱۴.۸ است.